# یاسا
یاسا کتاب قانونی است که بر اساس حقوق عرفی مغول و فرمان‌های چنگیز خان تنظیم شده است. نگارش این قانون با همکاری اوگتای و جغتای (فرزندان چنگیز) صورت گرفت.
این قانون با خط اویغوری و به زبان مغولی نوشته شده و دستورهایی دربارهٔ چگونگی روابط با کشورهای بیگانه، جنگ، تقسیمات ارتش، سیستم نامه رسانی، مالیات، وراثت و روابط خانوادگی را دربرمی‌گیرد.

## نام
واژهٔ «یاسا» در زبان مغولی و اویغوری به معنی حکم و فرمان یا «حکم و فرمان شاه» است و در لغت‌نامهٔ دهخدا رسم، قاعده و قانون نیز معنا شده، عبارت ترکی «تورهٔ چنگیزی» نیز گهگاه به کار می‌رود. توره (tura) در مغولی به آداب قومی و دستور اجدادی گفته می‌شود؛ و به قوانینی گفته می‌شود که زیر دستان چنگیز آن را با دقت اجرا می‌کردند.

## پیدایش یاسا
در دورانی که سلطان محمد خوارزمشاه بر ایران حکم می‌راند، شخصی به نام تموچین با مطیع ساختن قبائل پراکندهٔ مغول و تاتار در دشت‌های وسیع مغولستان در شمال چین امپراتوری خویش را بنیان نهاد. در سال ۱۲۰۶ مجمع بزرگ قوریلتای لقب چنگیز خان را (که احتمالاً به معنای فرمانروای جهان بوده است) برای وی برگزید.
از آن هنگام چنگیز خان هم‌زمان با کشورگشایی‌های خود در چین، ترکستان، ایران و روسیه، احکام و قواعد متعددی را برای سر و سامان بخشیدن به زندگی اجتماعی مردم مغول وضع کرد.
از آنجا که به دلیل ناآشنایی قوم مغول با خط و نگارش حقوق عرفی آنان مکتوب نبود. چنگیز خان دستور داد برای نگارش فرامین و قوانین خود و گردآوری آداب و رسوم مورد قبول او خط اویغوری به کودکان مغول آموخته شود.

## زمان و چگونگی تدوین یاسا
در منابع عربی و فارسی صورت‌های مختلفی از این واژه ضبط شده است. «یاسا»، «یاساک»، «یاسه»، «یاق»، «یاساق»، «سیق»، «یساً» تمامی بکار رفته است. اصل مغولی یاسا «دزاساک» بود و معنای «قانون» و «حکم» را داشته است. این قوانین در سال ۶۰۴/۱۲۰۶ ه‍.ق ظهور عینی داشته و در قوریلتای این سال که قدرت‌گیری چنگیز مورد تأیید بزرگان قرار گرفت، مورد پذیرش واقع شده است. در این خصوص واژه یاسا به عنوان مجموعه قوانین مدون در چه زمان صورت رسمی پیدا کرده است اشارهٔ کاملاً صریحی در منابع نیامده است، منتها با توجه به اهمیت قوریلتای ۶۰۴/۱۲۰۶ ه‍.ق و رویکرد جدید قدرت نوظهور در راستای جهانگشایی می‌توان رسمیت یاسا را به همین زمان نسبت داد.

## ماهیت و علت‌های پیدایش یاسا
یاسا در نتیجهٔ تحولات اجتماعی، سیاسی و اقتصادی به‌وجود آمد. یاسا توازن بسیاری در قدرت مغول‌ها به‌وجود آورد. علت به‌وجود آمدن یاسا، تبدیل کردن آداب و عقیده‌های مغول‌ها به نظام آیین حکومتی بود. افزون‌بر آن چنگیز از تجربیات شخصی خود هم در آن بهره گرفت.

## اهمیت یاسا
یاسا در نزد مغولان بسیار مقدس و شایستهٔ احترام بود. چنگیز خان در زمان حیات خویش جغتای را مأمور نظارت بر اجرای یاسا کرده بود و فرمان داده بود مقررات یاسا را روی سنگ‌های بزرگ جاده‌هایی که مسیر عبور سربازان بود، حک کنند. مادهٔ اول یاسا که با حروف درشت روی صخرهٔ سنگی بزرگی در فلات پامیر حک شده، این است: «هرکس از یاسا سرپیچی کند، سرش را به باد خواهد داد.» و در پایین آن آمده است: «همچنان که آسمان بیش از یک خدا ندارد، زمین نیز بیش از یک خدا ندارد و آن خدا هم منم: چنگیزخان.»
یاسا با احکام سخت و خشن خود نظام مغول را حفظ کرد، همهٔ مردم را مطیع کرد و تحت فرمان یک نفر درآورد و یکی از علل پیشرفت چنگیز خان گردید. قوبلای قاآن تا حدی به رعایت یاسا اهمیت می‌داد که یکی از فرزندانش را به دلیل خیانت کردن به یاسا چوب زد و حبس کرد. اقتدار یاسا در دوران تیمور گورکانی و جانشینان او تا زمان سلطان بابر نیز حفظ شد.

## مفاد یاسا
یاسا مانند بسیاری از قوانین قرن‌های گذشته از اصل تناسب میان جرم و مجازات پیروی نمی‌کرد. اصل شخصی بودن مجازات‌ها نیز اعمال نمی‌شد و در بعضی موارد فرزندان مجرم به جای او مجازات می‌شدند یا حتی به عنوان غرامت تحویل محکوم له می‌شدند. از رایج‌ترین مجازات‌ها در میان مغولان، مجازات اعدام بود و در متن یاسا برای بسیاری از اعمال کم‌اهمیت کیفر اعدام در نظر گرفته شده بود.
به نظر می‌رسد به دلیل پیشرفته بودن تمدن مسلمانان یا علاقهٔ شخصی چنگیز به اسلام، پیروان این دین از وضعیت بهتری نسبت به سایر مردم برخوردار بودند. • در موارد قتل (مجازات قتل) فرد می‌تواند با پرداخت جریمه نقدی خود را باج دهد: برای پیروان محمد- ۴۰ سکه طلا (بالیش). و برای یک چینی - یک خر مجازات قتل یک مغول نیز مرگ بود. ضمناً مغولان به قصاص اعتقاد نداشتند و نظام برده‌داری نیز در مورد بیگانگان اعمال می‌شد و گرفتن اقرار از طریق شکنجه مجاز بود.
در یاسا بسیاری از احکام متأثر از باورهای قبیله‌ای نیز به چشم می‌خورد. از جمله: مجازات اعدام برای کسی که در آب یا خاکستر ادرار کند؛ یا حیوان را به روش مسلمانان ذبح کند. همچنین هرگونه آلوده کردن یا حتی فروبردن دست‌ها در آب منع شده بود. پا گذاشتن بر روی آتش و ظرفی که برای تهیهٔ غذا استفاده می‌شود نیز ممنوع شده بود.
افزون بر این مغولان عدد نه را مقدس می‌دانستند و گویا به همین جهت دزدان محکوم بودند، نه برابر شیء مسروقه را پس دهند.
در زمینهٔ حقوق خانواده مغولان، در واقع زن از سوی مرد خریداری می‌شد. با ازدواج به عضویت خانوادهٔ شوهر درمی‌آمد و پس از مرگ شوهر نیز به عقد برادر یا پسر شوهرش درمی‌آمد. بجز مادر خودش البته آن‌ها می‌توانستند زن را به عقد مرد دیگری درآورند.
تعصبات مذهبی در میان مغولان وجود نداشت، انجام مناسک مذهبی و رعایت احوال شخصیه مطابق با مقررات مذهبی برای پیروان تمام ادیان و فرقه‌ها آزاد بود. استفاده از القاب افتخاری نیز در میان مغولان رایج نبود و چنگیز فرمان داده بود که از گفتن سخنان پرطمطراق خودداری کنند و وقتی با سلطان یا هرکس دیگر سخن می‌گویند، تنها نام او را بر زبان آورند.
از مقررات جالب یاسا در این مورد؛ مالیات نگرفتن از فرزندان فقها، قاریان قران، پزشکان، دانشمندان، زاهدان، مؤذنان و مرده‌شویان بود.
این متن کامل از ترجمه انگلیسی است
1. دستور داده شده است که باور داشت فقط یک خدا وجود دارد، خالق آسمان و زمین، که به تنهایی زندگی، مرگ، ثروت و فقر می‌دهد - و بیش از همه قدرت مطلق دارد، نسخه دیگری بیان می‌کند که آزادی عبادت خدا وجود دارد به هر روش که مناسب شماست (Plantagenet Somerset Fry).
2. او (چنگیز خان) دستور داد که به همه مذاهب احترام گذاشته شود و هیچ ترجیهی به هیچ‌کدام نشان داده نشود. تمام آنچه او دستور داد آن بود که بهشت را قابل قبول داشته باشند.
3. رهبران مذاهب، وکلا، پزشکان، دانشمندان، مبلغان، راهبان، افرادی که به آیین مذهبی متعهد هستند، مؤذن‌ها (به نظر می رسداین نوشته دومی مربوط به دوره بعد کوبلای خان باشد، مگر اینکه بعداً ترجمه شده باشد، هیچ اشاره خاصی به مؤذنی یا مسجد خاصی وجود ندارد). پزشکان و افرادی که اجساد را غسل می‌دهند باید از مالیاتهای عمومی آزاد شوند.
4. قراردادن کسی زیرمجازات اعدام، هر کسی که باشد بدون اعلام به امپراطورممنوع است مگر اینکه قبلاً توسط شاهزادگان، خانها، افسران و سایر اشراف مغول در یک مجمع عمومی رای‌گیری شده باشد.
5. صلح با یک پادشاه، شاهزاده یا افرادی که مطیع نشده‌اند ممنوع است. (بدیهی است که آنها پیشنهادهایی را برای کشورها یا پادشاهی‌های مختلفی که برای مشارکت با آنها در آنجا بودند، ارائه دادند).
6. گذاشتن قانونی که مردان ارتش را به ده‌ها، صدها، هزار و ده هزار تقسیم می‌کند، باید درنظرگرفته شود. او (چنگیز خان) رهبران را تحت القاب (شاهزادگان / بوگاتیر / ژنرال‌ها / نویان) را در راس نیروها قرار داد و رهبران هزاران، صدها و ده‌ها را منصوب کرد. این ترتیب چیدمان در خدمت ارتقا یک ارتش و تشکیل سریع واحدهای فرماندهی است.
7. در لحظه شروع کارزار، هر سربازی باید اسلحه خود را از دست افسر مسئول خود دریافت کند. یک سرباز باید آن را در شرایط مناسب نگه دارد وبایستی بوسیله افسرخود قبل از نبرد بازرسی شود. او به جانشینان خود دستور داد قبل از شروع نبرد، شخصاً نیروها را بازرسی و مسلح کنند، تا هر آنچه را که برای عملیات لازم بود به نیروها تأمین کنند و همه چیز حتی سوزن و نخ. اگر هر یک از سربازان فاقد مورد ضروری باشد، آن سرباز باید مجازات شود.
8. ممنوع است قراردادن زیرمجازات اعدام، غارت دشمن قبل از اینکه فرمانده ارشد اجازه آن را بدهد، اما پس از اعطای این اجازه، یک سرباز باید همان فرصت افسر را داشته باشد وباید اجازه داشته باشد تا نگه دارد آنچه را انجام داده است، اگر او سهم خود را به گیرنده امپراتور پرداخت کرده باشد.
9. او دستور داد سربازان باید برای غفلت مجازات شوند و شکارچیان سهل انگاری که به حیوانات اجازه می‌دادند در حین شکار انجمنی فرار کنند، را با چوب کتک بزنند و در بعضی موارد اعدام کنند. [میرهوند یا مرکوند]
10. برای آنکه مردان ارتش تمرین دیده نگه داشته شوند، هر زمستان شکاربزرگ باید ممنوع نگه داشته شود. بر اساس این گزارش، از مارس تا اکتبر در امپراتوری کشتن گوزن، دلار، قیر، خرگوش، الاغ وحشی و برخی پرندگان ممنوع بود.
11. بریدن گلوی حیوانات برای غذا ممنوع است. وقتیکه قرار است حیوانی خورد ه شود، باید پاهایش بسته شود، شکمش باز باشد و قلبش با دست فشرده شود تا حیوان بمیرد. سپس گوشت او قابل خوردن است، اما اگر کسی حیوانی را به روش محمدی ذبح کند، خود او ذبح می‌شود. (زنان قرار نیست از این طریق حیوانات را ذبح کنند، شاید به این دلیل که ضعیف ترند، بنابراین هیچ منعی در یاسا وجود ندارد.
12. خوردن خون و روده حیوانات مجاز است، حتی اگر قبلاً این امر ممنوع باشد.
13. هر مردی که به جنگ نمی‌رود باید برای پادشاهی بدون پاداش برای مدت معینی کار کند.
14. مردی که اسبی دزدیده شده باید آن را به صاحبش برگرداند و نه اسب از همان نوع اضافه کند. اگر او قادر به پرداخت جریمه نباشد، پس باید فرزندانش را به جای اسب گرفته شود، و اگر فرزندی نداشته باشد او خودش باید مانند گوسفند سلاخی شود. در نسخه‌هایی که در آنها احکام ذکر شده است، نحوه اعدام شبیه گوسفندان است و بنابراین می‌توان آن را در قانون ذبح حیوانات فرض کرد (در نسخه دیگر مشخص نیست که چه زمانی باید اجساد آنها به دو قطعه بریده شود). برای سرقت‌های کمتر، مجازات باید با توجه به ارزش چیز دزدیده شده، تعدادی ضربه از کارکنان هفت، هفده، بیست و هفت، تا هفتصد باشد. با پرداخت نه برابر ارزش سرقتی ممکن است از مجازات بدنی جلوگیری شود. (در نسخه قدیمی دیگر هیچ مجازاتی در مورد سرقت‌ها با این مقدار ذکر نشده ذکر شده است اما چندان مشخص نشده است)
15. هیچ تابع امپراتوری نمی‌تواند مغول را به عنوان خدمتکار یا برده در نظر بگیرد. هر مردی، به جز در موارد نادر، باید به ارتش بپیوندد.
16. هرکس غذا یا لباس به اسیر بدهد بدون اجازه اسیر کننده اش، باید اعدام شود. [المکریزی]
17. هرکس برده یا اسیر فراری را پیدا کند و او را به شخصی که به او تعلق دارد برنگرداند، باید اعدام شود. [الماکریزی] کلمه ای که به عنوان "برده" ترجمه شده است به معنای "اسیر برای کار" است، مخالفان مغول که معمولاً به دلیل مقاومت در برابر اصول جهانی / سیستم مغول یا آنچه آرزوی آن را دارد، به مجازاتی روبرو می‌شوند این مفهوم از طریق رمزها و معیارهای خود، به فرزندان آنها نیز منتقل شد، بر اساس مفاهیم جمعیت کم‌تحرک که مردم و قبایل جنایتکار را تحقیر می‌کند، و اغلب به دلیل مفهوم مقاومت در برابر سیستم مغول فوق‌الذکر، جنایتکار است "bo´ol"، مرتبط با "boolt" مدرن، باند برای بستن، "booch" (مانند عبارتی "chaver" در مغولی مدرن هر دو با نوع صحافی و فرآیندی که در ضبط به عنوان یک فعل استفاده می‌شود مرتبط است) و سپس به معنی "برده" ترجمه شده است. با این حال، سرزمین‌های دیگر به معنای "برده" متفاوت هستند اگرچه متحد هستند.
18. این قانون پرداخت قیمت عروس را الزامی می‌کرد. اگرچه در منابع دیگر ذکر نشده است، اما ممکن است آن یک مرجع جهیزیه باشد زیرا قیمت عروس معمولاً محدود به قبایل خاص مغول است (اما ممکن است بعداً ظاهر شود). این ممکن است قبلاً مورد استفاده قرار گرفته باشد، اما خود چنگیز خان هرگز از این رسم پیروی نکرده بود و در مغول نوب توبچان (که اصلاً به آن اشاره نشده بود) کمی به آن اشاره شده بود. قیمت عروس ممکن است به عنوان یک بازدارنده مفید برای تجارت زنان یا صرفاً یک وارونگی تجربی از جهیزیه در نظر گرفته شود، اما همسایگان تاتارها با زنان تجارت می‌کردند، که توسط یاسا و ازدواج بین آنها ممنوع بود، همان‌طور که گزارش شد درجه اول و دوم خویشاوندی ممنوع است. ممکن است یک مرد با دو خواهر ازدواج کند یا چند صیغه داشته باشد، اما در دوران بودیسم و شمنیسم گرایش تدریجی به مراسم ازدواج وجود داشت. برخی از فرم‌های بودایی برخی از اسیب‌های ازدواج نکردن را احیا کردند. زنان باید به مراقبت از اموال، خرید و فروش از روی علاقه خود بپردازند، در نسخه دیگری، "Os Mongóis"، توسط ناشر پرتغالی "تاریخچه‌های خلاصه فرهنگ"، به نقل از قانون تجارت به عنوان حوزه فعالیت آنها تعریف شده است. از مشارکت نظامی هیچ استثنائی وجود ندارد، اما آن بر اساس قوانین اسلامی محبوبیت بیشتری در بین تاتارها گزارش شده است که پیروی از آن تنها از طریق تصوف امکان‌پذیر بود. مردان باید فقط خود را با شکار و جنگ مشغول کنند.
19. کودکانی که از صیغه متولد می‌شوند باید مشروعیت شناخته شده و سهم خود را از اصل و نصب بدست آورند که توسط پدر ساخته شده باشد. توزیع املاک باید بر اساس دریافت فرزند ارشد بیشتر از فرزند کوچکتر انجام شود، پسر کوچکتر وارث خانه پدر است. سن بالای فرزندان به درجه مادر بستگی دارد. یکی از همسران باید همیشه ارشد باشد، که عمدتاً توسط زمان ازدواج تعیین می‌شود. پسری پس از مرگ پدرش ممکن است به جز مادرش، همسر پدر را انتقال بگیرد. ممکن است با آنها ازدواج کند یا آنها را به عقد دیگران درآورد. به جز وراث قانونی استفاده از هر یک از اموال متوفی کاملاً ممنوع است. [ورمادسکی]
20. زناکننده را باید بدون توجه به اینکه آیا ازدواج کرده است یا نه، به قتل رساند. [المکریزی] یاسا این قوانین را تجویز می‌کند: دوست داشتن یکدیگر، زنا نکردن، دزدی نکردن، شهادت دروغ ندادن، خائن نبودن و احترام به پیر و گدایان. هرکس این دستورات را نقض کند، به قتل می‌رسد. [ماهاکیا] در اینجا قوانین خدائی است که آنها آن را یاساکس می‌خوانند و به آنها داده شده است [g288]: اول اینکه آنها یکدیگر را دوست بدارند دوم، این که آنها زنا نکنند. سرقت نکردن شهادت دروغ ندهید به کسی خیانت نکنید و اینکه آنها پیر و فقیر را ارج می‌نهند. و اگر عاملان چنین جنایاتی در میان آنها یافت شود، باید کشته شوند. "[Grigor of Akanc]
21. اگر دو خانواده بخواهند در ازدواج متحد شوند و فقط فرزندان خردسال داشته باشند، ازدواج فرزندان در صورتی مجاز است که یکی پسر و دیگری دختر باشد. اگر فرزندان مرده باشند، ممکن است قرارداد ازدواج تنظیم شود.
22. استحمام یا شستن لباس در آب روان هنگام رعد و برق ممنوع است.
23. هر کسی که عمداً دروغ بگوید یا جادوگری کند، یا از رفتار دیگران جاسوسی کند یا در یک مشاجره بین دو طرف برای کمک به یکی در برابر دیگری مداخله کند نیز باید اعدام شود. [المکریزی] (دروغگویان عمدی در این بخش در یکی از نسخه‌ها گنجانده شده‌اند، اما در عمل به همان اندازه قابل تعریف نیستند و ممکن است به دروغگویی هوشمند اشاره داشته باشند، که در مناطقی از نفوذ آسیا در اروپا نیز ظاهر می‌شود، اما به ویژه با یک نسخه ژرمانی تعریف می‌شود، این ممکن است دارای زیرساخت‌های حقوقی و کاربردی لاتین باشد. این نسخه برای آسیب رساندن شدید به مردم و آسیب رساندن به آنها و به ویژه بعنوان یک وسیله خرابکاری است، اما کاملاً روشن نیست. همچنین می‌تواند جنبه کسانی داشته باشد که دروغ گفتن را با اهداف غیرعادی انجام دهید)
24. قرار است افسران و سردارانی که در وظیفه خود کوتاهی می‌کنند یا در احضار خان حاضر نمی‌شوند، به ویژه در مناطق دور افتاده کشته شوند. اگر جرم آنها کمتر سنگین باشد، آنها باید شخصاً قبل از خان بیایند. "
25. هرکسی که مقصر لواط باشد نیز باید به قتل برسد [مکریزی]
26. ادرار در آب یا خاکستر مجازات مرگ دارد. [المکریزی]
27. شستن لباس تا فرسوده شدن کامل ممنوع بود. [المکریزی]
28. او قومش را از خوردن غذای پیشنهادی دیگری منع کرد تا اینکه غذایی که خودش عرضه می‌کند خودش مزه آن را بچشد، حتی اگر یکی شهریار باشد و دیگری اسیر. او آنها را از خوردن هر چیزی در حضور دیگری بدون دعوت از وی برای صرف غذا منع کرد. او هر شخصی را ممنوع کرد که بیش از رفقای خود غذا بخورد و آتشی را که روی آن غذا پخته می‌شود یا ظرفی که مردم از آن می‌خورند، قدم بگذارد. [المکریزی]
29. ممکن است کسی دستان خود را در آب فرو نبرد و در عوض باید از یک ظرف برای کشیدن آب استفاده کند. [المکریزی]
30. وقتی مسافر از کنار گروهی از افراد که مشغول غذا خوردن هستند عبور می‌کند، باید بدون درخواست اجازه با آنها غذا بخورد و آنها نباید او را در این کار منع کنند. [المکریزی]
31. ترجیح دادن به یک فرقه یا تأکید بر یک کلمه ممنوع بود. هنگام صحبت با کسی، با او با عنوانش صحبت نکنید، او را به نام خود صدا کنید. که حتی در مورد خود خان نیز صدق می‌کند. [المکریزی]
32. در ابتدای هر سال، همه افراد باید دختران خود را به خان هدیه دهند تا وی برخی از آنها را برای خود و فرزندانش انتخاب کند. [المکریزی]

## یاسا و شریعت اسلامی
یاسا به دلیل اینکه بر مبنای ساختار حیات ایلی و معیشت خانه به دوشی تنظیم شده بود، با احکام فقه اسلامی که بر مبنای مدنیت اسلامی تنظیم شده بود، مغایرت‌هایی داشت. پیروی کورکورانه از فرا دستان، بی‌توجهی به غسل و حمام، عدم شستشوی لباس و رعایت بهداشت، فرق نهادن میان موارد پاک و نجس، ذبح غیراسلامی حیوانات، عرضهٔ دختران به دربار خان و اشرافیت ایلی، پرهیز نکردن از خوردن حیوانات نجس و اعضای آن‌ها تمامی مغایر با دستورهای شرعی بود. در ایران عهد ایلخانی راه تعامل یاسا و شریعت اسلام فراهم بود. به موازات پذیرش مدنیت اسلامی-ایرانی از سوی مغول‌ها، یاسای آن‌ها نیز رو به دگرگونی نهاد و در نهایت در قالب یاسای غازانی صورتی کاملاً دینی به خود گرفت.

## سرانجام یاسا
به رغم اعتقاد چنگیز مبنی بر تأسیس آیین و نظام حکومتی و قانونی ارزشمند و ابدی هیچ‌جا اثری از یاسا باقی نماند و حتی مغولان عصر حاضر نیز از آن بی‌اطلاع هستند. افزون بر این، تمام دستورهای چنگیز ثبت و ضبط نشد و تنها بخشی از آن‌ها در دسترس است. اما یاسای چنگیز به مدت طولانی قوانین اصولی مقننه در میان مغولان بود و به شدت و با بی‌رحمی تمام به اجرا درمی‌آمد و در نتیجه میزان قتل، تقلب و زنا را به شدت کاهش داد.